# Steinweg 57 (Quedlinburg)

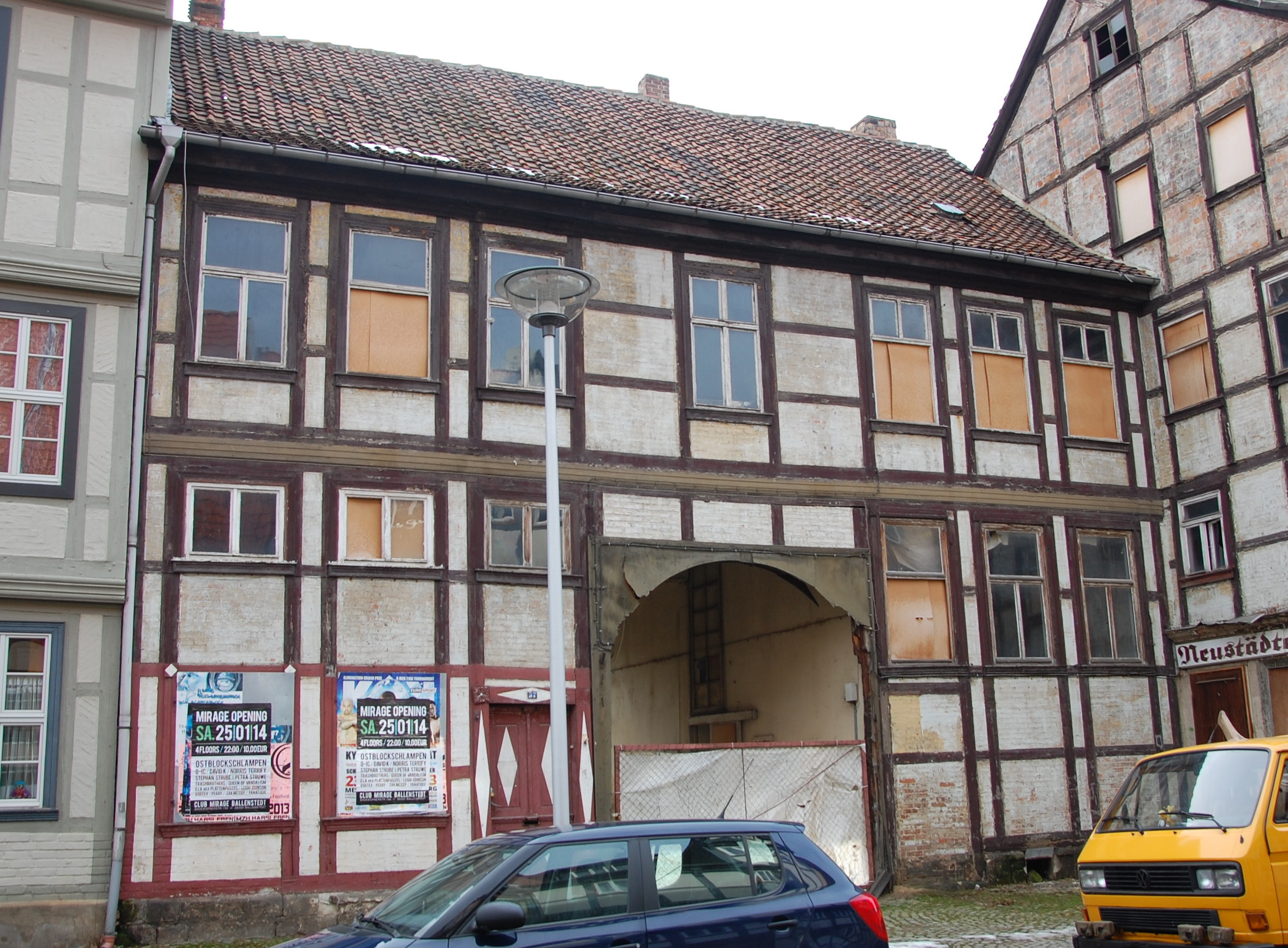
Steinweg 57

Das Haus Steinweg 57 ist ein denkmalgeschütztes Gebäude in der Stadt Quedlinburg in Sachsen-Anhalt.

## Lage
Es befindet sich in der historischen Quedlinburger Neustadt auf der Südseite des Steinwegs. Östlich grenzt das gleichfalls denkmalgeschützte Haus Steinweg 56, westlich das in der Straßenflucht vorspringende Haus Steinweg 58 an. Im Quedlinburger Denkmalverzeichnis ist es als Ackerbürgerhof eingetragen.

## Architektur und Geschichte
Das zweigeschossige zur Hofanlage gehörende straßenseitige Wohnhaus entstand nach einer Bauinschrift im Jahr 1812 in Fachwerkbauweise. Markant ist die mittig angeordnete große Hausdurchfahrt. Die Haustür und die Rahmung der Fenster im Erdgeschoss ist im Stil des Klassizismus gestaltet. Zur Hofseite hin besteht ein geschnitzter Fensterrahmen im Stil des Rokoko, dessen Entstehung für etwa 1760 angenommen wird.
Auf dem Hof befinden sich Wirtschaftsbauten. Die Bauzeit dieser ebenfalls als Fachwerkbauten errichteten Gebäude wird für die Zeit um 1760 vermutet. Die Gefache sind mit Zierausmauerungen versehen.
Seit 2014 wird das Gebäude umfassend saniert. Es besteht ein Vorhaben das Gebäude in ein vom DRK auf dem Hinterhof geplantes Demenzzentrum einzubeziehen. Das Zentrum soll auch das Nachbarhaus Steinweg 58 umfassen.